# Большой Чибий
Большой Чибий — река в России, протекает по Краснодарскому краю. Устье реки находится в 33 км по левому берегу реки Чибий. Длина реки составляет 12 км, площадь водосборного бассейна — 20,9 км². Река Большой Чибий, сливаясь с рекой Малый Чибий, образуют реку Чибий.

## Данные водного реестра
По данным государственного водного реестра России относится к Кубанскому бассейновому округу, водохозяйственный участок реки — Кубань от Краснодарского гидроузла до впадения реки Афипс. Речной бассейн реки — Кубань.
Код объекта в государственном водном реестре — 06020001412108100005490.